# Evansdale (Iowa)
Evansdale es una ciudad ubicada en el condado de Black Hawk en el estado estadounidense de Iowa. En el Censo de 2010 tenía una población de 4751 habitantes y una densidad poblacional de 445,89 personas por km².

## Geografía
Evansdale se encuentra ubicada en las coordenadas 42°27′57″N 92°16′10″O / 42.46583, -92.26944. Según la Oficina del Censo de los Estados Unidos, Evansdale tiene una superficie total de 10.66 km², de la cual 10.49 km² corresponden a tierra firme y (1.58%) 0.17 km² es agua.

## Demografía
Según el censo de 2010, había 4751 personas residiendo en Evansdale. La densidad de población era de 445,89 hab./km². De los 4751 habitantes, Evansdale estaba compuesto por el 94.8% blancos, el 1.68% eran afroamericanos, el 0.21% eran amerindios, el 0.53% eran asiáticos, el 0.02% eran isleños del Pacífico, el 0.36% eran de otras razas y el 2.4% pertenecían a dos o más razas. Del total de la población el 1.7% eran hispanos o latinos de cualquier raza.